# Ernst Åqvist
Ernst Leonard Åqvist (i riksdagen kallad Åqvist i Örebro), född 16 februari 1875 i Västra Vingåkers socken, död 24 augusti 1943 i Stockholm, var en svensk skofabrikör och politiker (folkpartist). Far till riksdagsmannen Gösta Åqvist och konstnären Greta Åqvist.
Ernst Åqvist, som var son till en byggmästare, var anställd i olika skoaffärer eller var handelsresande i skor fram till 1898, då han startade en egen sko- och lädergrosshandel i Stockholm. År 1905 utvidgade han rörelsen med egen skotillverkning, och 1907 grundade han Skofabriken AB Oscaria i Sundbyberg, som 1914 flyttade till Örebro. 
Åqvist var ledamot i Örebro stadsfullmäktige 1918–1943 och hade ledande lokala och regionala uppdrag i Frisinnade landsföreningen och Folkpartiet. Han var även aktiv i Svenska Baptistsamfundet.
Åqvist var riksdagsledamot för Örebro läns valkrets från 1931 till sin död 1943, fram till 1942 i andra kammaren och 1943 i första kammaren. I riksdagen tillhörde han Frisinnade landsföreningens riksdagsgrupp Frisinnade folkpartiet, från 1935 det återförenade Folkpartiet. Han var bland annat ordförande i andra kammarens andra tillfälliga utskott 1934–1936. Han var särskilt engagerad i näringspolitik, men förespråkade också bland annat åtgärder för "höjande av filmkulturen".
Ernst Åqvist är begravd på Norra kyrkogården i Örebro.